# Гай Петроній Понтій Нігрін
Гай Петроній Понтій Нігрін (*Gaius Petronius Pontius Nigrinus, д/н —після 37) — політичний і державний діяч Римської імперії, консул 37 року.

## Життєпис
Походив з родини нобілів та сенаторів. Син Луція Понтія Нігріна, претора ерарія у 20 році. Всиновлено родиною Петроніїв. У 37 році обрано консулом разом з Гнеєм Ацерронієм Прокулом. Під час його каденції помер імператор Тиберій, а новим став Гай Цезар Калігула. Подальша доля невідома.

## Родина
- Публій Петроній Нігер, консул 62 року